# Georgios Hatzanestis

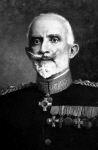
Georgios Hatzanestis

Georgios Hatzanestis (en griego: Γεώργιος Χατζηανέστης, en turco Yorgo Hacıanesti; Atenas, 1863-Goudi, Atenas, 15 de noviembre de 1922) fue un general en jefe del Ejército griego que luchó contra las fuerzas mandadas por Kemal Ataturk en la guerra greco-turca (1919-1922), desde mayo de 1922 hasta el fin de los combates, en septiembre de 1922. 

## Comienzos en el Ejército
Valiente y eficiente oficial en su juventud, al ascender a general se transformó en un mero cortesano.

## Jefe del ejército en Asia Menor
En mayo de 1922, se le encomendó el mando de las unidades desplegadas en Asia Menor en la etapa final de la guerra greco-turca, tras la renuncia de Anastasios Papoulas. Dirigía las operaciones desde su yate, anclado en el puerto de Esmirna. Dio claras muestras de locura, llegando al extremo de pensar que tenía las piernas de cristal (con lo que se negaba a levantarse de la cama) o que estaba muerto (negándose a responder a sus generales). Se tomó la decisión de destituirlo y remplazarlo por el general Tricoupis, pero el nombramiento le llegó a este último cuando ya había caído prisionero del ejército turco.
Fue juzgado por un tribunal militar y condenado a muerte por alta traición en noviembre de 1922, durante el « Juicio de los Seis», proceso ampliamente criticado por varios políticos griegos en su tiempo, quienes argumentaron que el juicio solo trataba de buscar chivos expiatorios para el desastre militar griego en Asia Menor.